# Osmia laticauda
Osmia laticauda là một loài Hymenoptera trong họ Megachilidae. Loài này được Stanek mô tả khoa học năm 1969.